# Karibibite
La karibibite è un minerale.